# Государственное устройство империи Мали
Государственное устройство империи Мали состояло из военной и гражданской администрации. Гражданская администрация состояла из административных единиц, которые представляли собой покорённые королевства. Ими правили фарбасы (титул передавался по наследству). Военной администрацией руководили фарины, которые управляли военными гарнизонами на территории этих провинции и контролировали правление фарбасов.
Главой империи был манса. Совещательный и законодательный орган — Гбара. Председатель Гбары — Белен-тигуи. За всё время существование империей правила династия Кейта, за исключением правления двух манс, узурпировавших власть Сакуры и Сандаки.

## Правительство
Главой империи Мали был манса. Он имел высшую и неограниченную власть, которую ограничивала лишь Гбара. Право наследования в империи Мали по сравнению с европейскими системами было ближе к выборной или полувыборной монархии. Эта модель была основана на решении великого совета (Гбары), состоящего из лидеров влиятельных кланов, известных старейшин общины, военачальников, а также старых мудрецов из высоких кругов и других выдающихся деятелей. Главным совещательным и законодательным органом, который ограничивал власть мансы был Гбара. В Гбаре манса был лишь первым среди равных и как и все не мог говорить, пока ему не позволит белен-тигуи — председатель Гбары. Гбара была разделена на четыре комитета: военный, политический, религиозный и экономический. Во главе каждого комитета стоял член одного из 32 главенствующих кланов. Эти кланы получили такую привилегию, так как помогали в войнах основателю империи Сундиате Кейте.
За армию отвечал главный военачальник, который был вторым по лицом в империи. Экономикой, казной и торговыми связями управлял сантигуи.
Сама империя делилась на 14 провинций и королевств. Королевствами управляли фарбасы и фарины, а провинциями дьямани-тигуи, которых выбирало население, но утверждал на должность манса. Должность фарбаса передавалась по наследству. Во избежание восстаний власть фарбасов контролировали фарины (военные губернаторы), которые управляли военными гарнизонами (общее число солдат во всех гарнизонах более 90 000 человек) на территории этих провинции, также они отвечали за сбор налогов, таможенных пошлин и контроль над местным правосудием. В критические моменты фарин также мог забрать власть у фарбаса и всей администрации провинции. Должность фарина была очень престижной, и его потомки могли унаследовать ее с одобрения мансы. Манса также мог быстро заменить фарина.

### Курукан Фуга
Курукан Фуга — конституция империи Мали. Сразу после коронации мансы Мари Диаты I в 1235 году была учреждена универсальная конституция нового государства, названная Курукан Фуга.
Курукан Фуга также установила социальные и экономические реформы, включая запрет плохого обращения с пленными и рабами, назначение женщин на государственные должности и организацию регулирования отношений между кланами, которое четко указывало бы, что, как и когда можно сказать. Если преступление было совершено, обвиняемого судили в соответствии с его религией: анимистской или исламской. Также Курукан Фуга установил превосходство Мандена (регион проживания мандинка — основного народа империи): все мансы должны были быть из династии Кейта, а столицей должен был быть город Ниани.